# Iglesia particular sui iuris
Las Iglesias particulares sui iuris (es decir, ‘de derecho propio’) son todas las Iglesias particulares autónomas que están en plena comunión con el papa, sumo pontífice de la Iglesia católica.
La Iglesia católica está constituida por veinticuatro Iglesias sui iuris, siendo la mayor, más conocida y numerosa la Iglesia latina, hasta el punto de que no se suela distinguir de la Iglesia católica. Estas Iglesias profesan la misma fe y doctrina, salvaguardadas en su integridad y totalidad por el obispo de Roma. Sin embargo, poseen diferentes particularidades histórico-culturales, una tradición teológica y liturgia distintas y una estructura jerárquica y organización territorial separadas. Por eso, poseen un correcto grado de autonomía, constituida por la posesión de derecho propio.
Además de la Iglesia latina, originada en el Occidente y que usa los ritos latinos, existen veintitrés Iglesias católicas orientales que tienen origen en el Oriente y que usan los llamados ritos orientales. En la actualidad las Iglesias orientales se encuentran distribuidas en la mayor parte del mundo. Algunas de estas Iglesias orientales son gobernadas por un jerarca (patriarca, arzobispo mayor, metropolita u otros prelados) y un sínodo. Sin embargo, la autonomía de estas Iglesias sui iuris es limitada, principalmente por el hecho de que obedecen al papa, el sumo pontífice y jefe de toda la Iglesia católica, y respetan el derecho inalienable del mismo de intervenir, en casos de necesidad, en su funcionamiento y sus decisiones.
Por su parte, estas Iglesias autónomas están constituidas por una o más circunscripciones eclesiásticas o Iglesias particulares locales, siendo la plantilla organizacional fundamental de estas circunscripciones la diócesis (en la Iglesia latina) o la eparquía (en las Iglesias orientales). Todas estas Iglesias particulares, sean autónomas o locales, son lideradas por ministros que están en obediencia papal.
La mayoría de los católicos son latinos. En 2016, los católicos orientales totalizaban solamente 17,8 millones.

## Iglesias particularessui iuris, distinguidos de los ritos litúrgicos que usan
Dentro de la Iglesia católica las 23 Iglesias autónomas emplean varios ritos litúrgicos católicos para prestar culto a Dios. El Concilio Vaticano II declaró:

La Santa Madre Iglesia atribuye igual derecho y honor a todos los ritos legítimamente reconocidos y quiere que en el futuro se conserven y fomenten por todos los medios. Desea, además, que, si fuere necesario, sean íntegramente revisados con prudencia, de acuerdo con la sana tradición, y reciban nuevo vigor, teniendo en cuenta las circunstancias y necesidades de hoy.

El Catecismo enumera los siguientes:

Las tradiciones litúrgicas, o ritos, actualmente en uso en la Iglesia son el rito latino (principalmente el rito romano, pero también los ritos de algunas Iglesias locales como el rito ambrosiano, el rito hispánico-visigótico o los de diversas órdenes religiosas) y los ritos bizantino, alejandrino o copto, siriaco, armenio, maronita y caldeo.

A 2022, trece Iglesias particulares católicas sui iuris usan el único rito litúrgico bizantino. Por otro lado, la única Iglesia particular latina usa varios ritos litúrgicos (romano, ambrosiano, bracarense etc.): existe, por ejemplo, el rito litúrgico ambrosiano, pero ninguna Iglesia particular sui iuris ambrosiana.

## Lista de las Iglesiassui iuris
Aquí están las Iglesias católicas sui iuris y sus respectivas tradiciones litúrgicas. Esta lista se basa en el Anuario Pontificio de la Santa Sede (edición de 2021 de esta publicación anual tiene ISBN 978-88-209-7908-9).
Se pueden agrupar según seis tradiciones litúrgicas, siendo cinco de ellas provenientes del Oriente (designadas por ritos orientales) y una oriunda del Occidente, que es la tradición latina.

### Tradición litúrgica latina
- Iglesia latina (utiliza los varios ritos litúrgicos derivados de la tradición latina (occidental), siendo el más utilizado el rito romano).

### Tradición litúrgica bizantina
- Iglesia greco-católica melquita (Iglesia patriarcal)
- Iglesia greco-católica ucraniana (Iglesia archiepiscopal mayor)
- Iglesia greco-católica rumana (Iglesia archiepiscopal mayor)
- Iglesia greco-católica eslovaca (Iglesia metropolitana)
- Iglesia greco-católica húngara (Iglesia metropolitana)
- Iglesia católica bizantina rutena (Iglesia metropolitana)
- Iglesia católica bizantina en Italia (eparquías con jerarquía propia)
- Iglesia católica bizantina de Croacia y Serbia (eparquías con jerarquía propia)
- Iglesia greco-católica macedonia (eparquía con jerarquía propia)
- Iglesia católica bizantina búlgara (eparquía con jerarquía propia)
- Iglesia católica bizantina griega (exarcados apostólicos con jerarquía propia)
- Iglesia greco-católica bielorrusa (administración apostólica con jerarquía propia)
- Iglesia greco-católica rusa (exarcados apostólicos sin jerarquía propia)
- Iglesia católica bizantina en Kazajistán y Asia Central (administración apostólica sin jerarquía propia)
- Iglesia católica bizantina albanesa (administración apostólica hasta 2020)

### Tradición litúrgica alejandrina
Rito litúrgico copto:
- Iglesia católica copta (Iglesia patriarcal)

Rito litúrgico ge'ez:
- Iglesia católica etiópica (Iglesia metropolitana)
- Iglesia católica eritrea (Iglesia metropolitana)[12]

### Tradición litúrgica de Antioquía o siria occidental
- Iglesia católica maronita (Iglesia patriarcal)
- Iglesia católica siria (Iglesia patriarcal)
- Iglesia católica siro-malankar (Iglesia archiepiscopal mayor)

### Tradición litúrgica armenia
- Iglesia católica armenia (Iglesia patriarcal)

### Tradición litúrgica caldea o siria oriental
- Iglesia católica caldea (Iglesia patriarcal)
- Iglesia católica siro-malabar (Iglesia archiepiscopal mayor)